# Black Magick Sorceress
Black Magick Sorceress è un EP dei Runemagick, pubblicato nell'ottobre 2005.

## Tracce
Lato A
1. Black Magick Sorceress – 14:01

Lato B
1. The Rising – 3:33
2. Wizard with the Magick Runes – 4:48

## Formazione
- Nicklas "Terror" Rudolfsson - voce, chitarra
- Emma Karlsson - basso
- Daniel Moilanen - batteria